# Kang Je-gyu

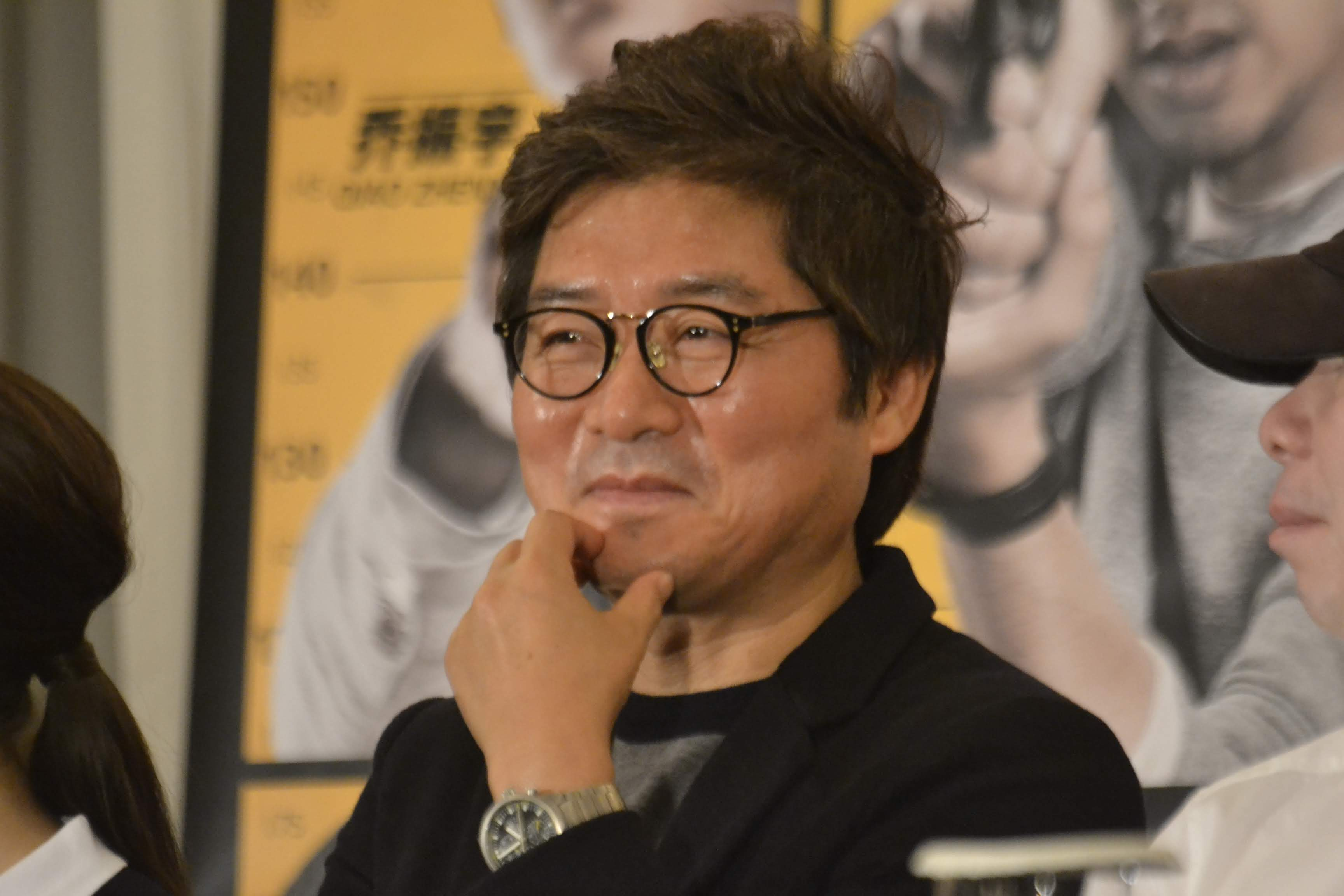
Kang Je-gyu, 2015

Kang Je-gyu (* 23. Dezember 1962 in Anyang) ist ein südkoreanischer Filmregisseur.
Kang gilt in Korea als Spezialist für actionreiches Kommerzkino.
Shiri mit Kim Yoon-jin und Choi Min-sik gilt 1999 als erster koreanischer Actionfilm im Hollywood-Stil und brach seinerzeit die Rekorde an den südkoreanischen Kinokassen.
Brotherhood – Wenn Brüder aufeinander schießen müssen 2004, der oft mit Der Soldat James Ryan von Steven Spielberg verglichen wird, ein Kriegsfilm über den Koreakrieg, lockte zehn Millionen Zuschauer in die südkoreanischen Kinos.

## Filmografie
- 1990: Well, Let’s Look at the Sky Sometimes
- 1991: Who Saw the Dragon’s Claws
- 1994: Days of Roses
- 1994: Rules of the Game
- 1997: The Legend of Gingko II – The Gingko Bed
- 1999: Shiri
- 2004: Brotherhood – Wenn Brüder aufeinander schießen müssen (Taegukgi)
- 2011: Prisoners of War (Mei wei)
- 2015: Salut d’Amour (장수상회 Jang-su Sanghoe)

## Auszeichnungen
- 1999: Asia-Pacific Film Festival: Special Jury Award für Shiri
- 2005: Asia-Pacific Film Festival: Beste Regie für Brotherhood – Wenn Brüder aufeinander schießen müssen
- 2005: Asia-Pacific Film Festival: Bester Film für Brotherhood – Wenn Brüder aufeinander schießen müssen